# Arnhild Holmlimo
Arnhild Holmlimo (* 7. Mai 1983 in Levanger, Norwegen) ist eine ehemalige norwegische Handballspielerin.

## Karriere
Holmlimo spielte anfangs Handball in Verdal, Varden und Stjørdals-Blink. Anschließend lief sie für Levanger HK auf. Hier hatte die Rückraumspielerin in der Saison 2004/05 mit 186 Treffern einen entscheidenden Anteil am Aufstieg von Levanger in die Eliteserien. Jedoch verließ die Rechtshänderin anschließend den Verein in Richtung Bækkelagets SK, der ebenfalls in die Eliteserien aufgestiegen war. Nach zwei Jahren beim BSK wechselte sie zum Ligarivalen Nordstrand Håndball. Nachdem Holmlimo im Oktober 2010 zwei Ligaspiele für Levanger bestritten hatte, beendete sie vorerst ihre Karriere. Im Frühjahr 2011 gab sie ein kurzes Comeback beim deutschen Drittligisten TV Grenzach. Ab Januar 2012 lief sie wieder für Levanger auf. Im September 2012 schloss sie sich Oppsal IF an. Im Sommer 2013 beendete sie ihre Karriere.
Holmlimo absolvierte drei Partien für die norwegische B-Nationalmannschaft. Des Weiteren gehört Holmlimo der norwegischen Beachhandball-Nationalmannschaft an. Mit dieser gewann sie 2010 die Beachhandball-Weltmeisterschaft, gewann Bronze bei der Beachhandball-Weltmeisterschaft 2012 und belegte 2007 den dritten Platz bei der Beachhandball-Europameisterschaft. Im Jahr 2010 nahm sie an der Polizei-Europameisterschaft im Handball teil. Mit der norwegischen Auswahl gewann Holmlimo die Vize-Europameisterschaft und wurde in das All-Star-Team berufen.